# Paquita (Ballett)

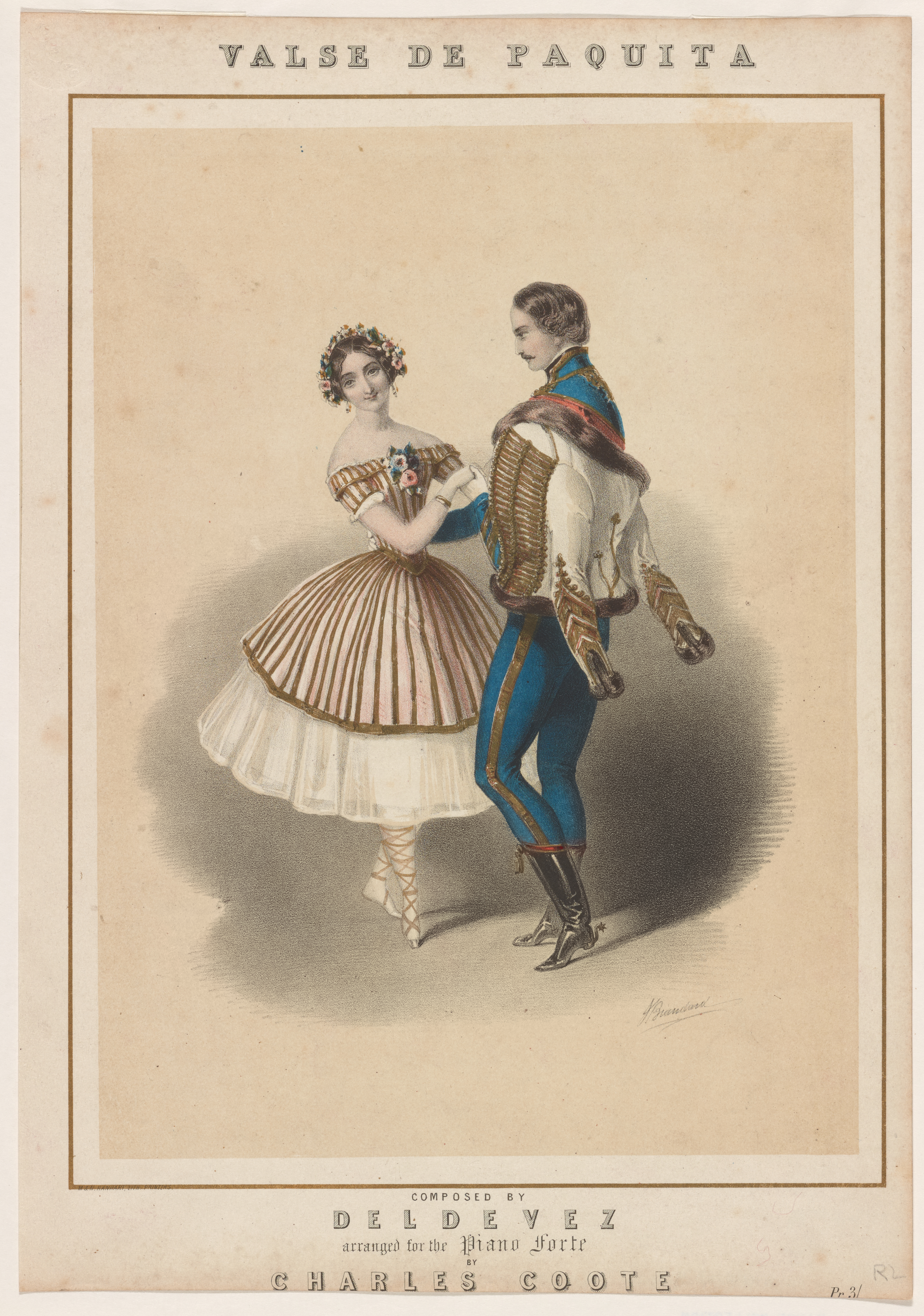
Carlotta Grisi und Lucien Petipa in Paquita, 1846 (Ausgabe eines Walzers aus Paquita für Klavier)

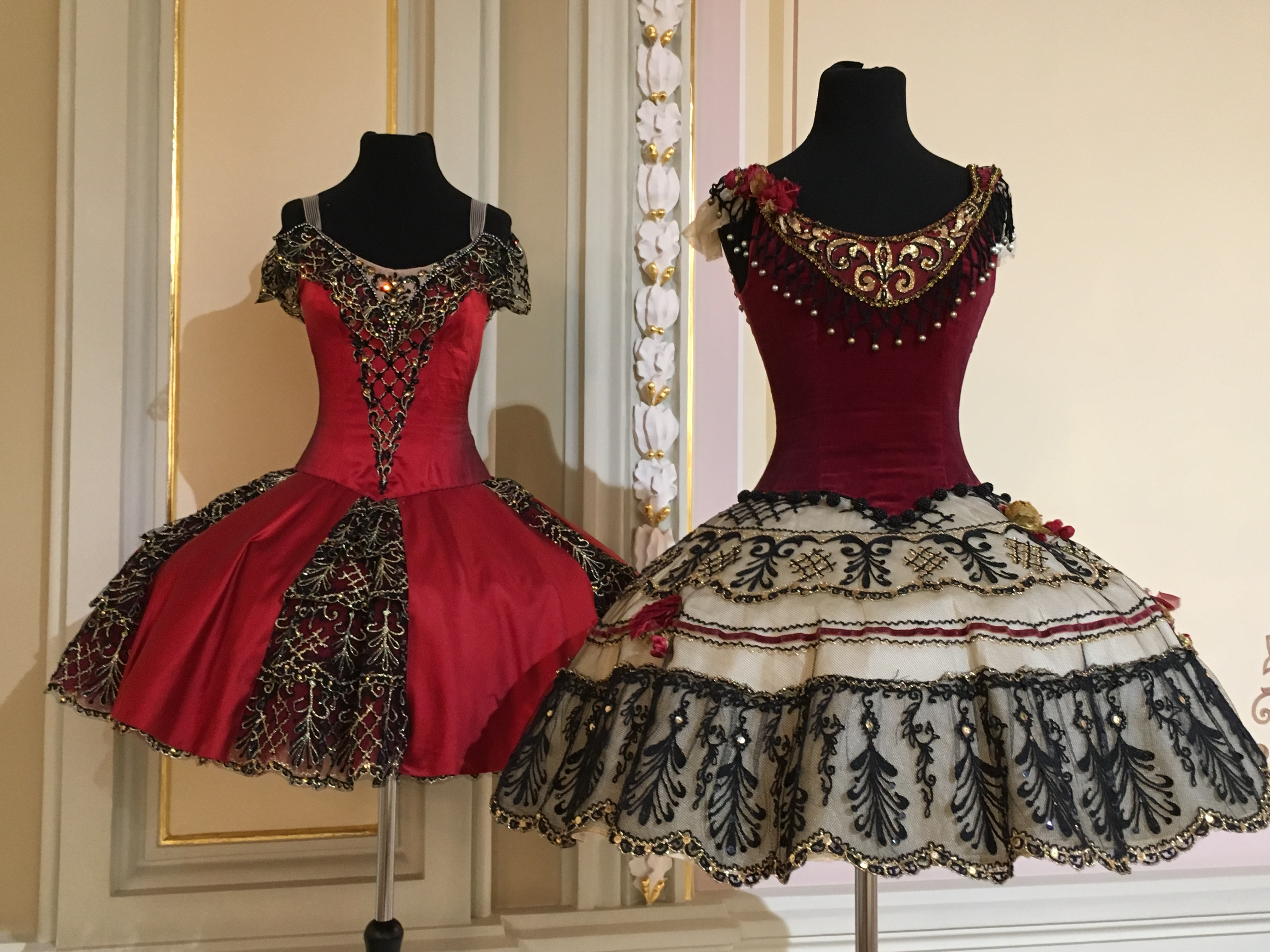
Kostüme aus Paquita im Bolschoi-Theater

Paquita ist ein romantisches Ballett in zwei Akten und drei Szenen, das seine Weltpremiere am 1. April 1846 in der Salle Le Peletier in Paris erlebte. Die Musik schrieb Edouard Deldevez auf ein Libretto von Paul Foucher und Joseph Mazilier, die Choreografie schuf Mazilier. In den Hauptrollen tanzten Carlotta Grisi und Lucien Petipa.
Das Ballett wurde später in Russland von Marius Petipa revidiert und von Léon Minkus mit neuer Musik ergänzt. In dieser neuen Form erlebte es seine Premiere am 27. Dezember 1881jul. / 8. Januar 1882greg. im kaiserlichen Bolshoi-Kamenny-Theater in Sankt Petersburg, mit Virginia Zucchi bzw. Ekaterina Vazem als Paquita und Pavel Gerdt als Lucien.

## Personen der Handlung
- Paquita, junges Mädchen, die als Kind von Zigeunern entführt und aufgezogen wurde
- Lucien d’Hervilly, französischer Offizier
- Iñigo, Anführer der Zigeuner
- Graf d’Hervilly, Vater von Lucien
- Comtesse d’Hervilly, Frau des Grafen, Mutter von Lucien
- Don Lopez de Mendoza, spanischer Adliger
- Doña Serafina, seine Tochter

## Inhalt

### Vorgeschichte
Die Handlung spielt im Spanien des frühen 19. Jahrhunderts, während der napoleonischen Invasion.
Paquita ist ein junges Mädchen, das in frühester Kindheit von Zigeunern entführt und aufgezogen wurde. An ihre eigentlichen Eltern kann sie sich nicht mehr erinnern, aber sie besitzt ein Medaillon mit dem Bildnis ihres Vaters, das sie wie einen Schatz hütet und immer bei sich trägt.

### 1. Akt

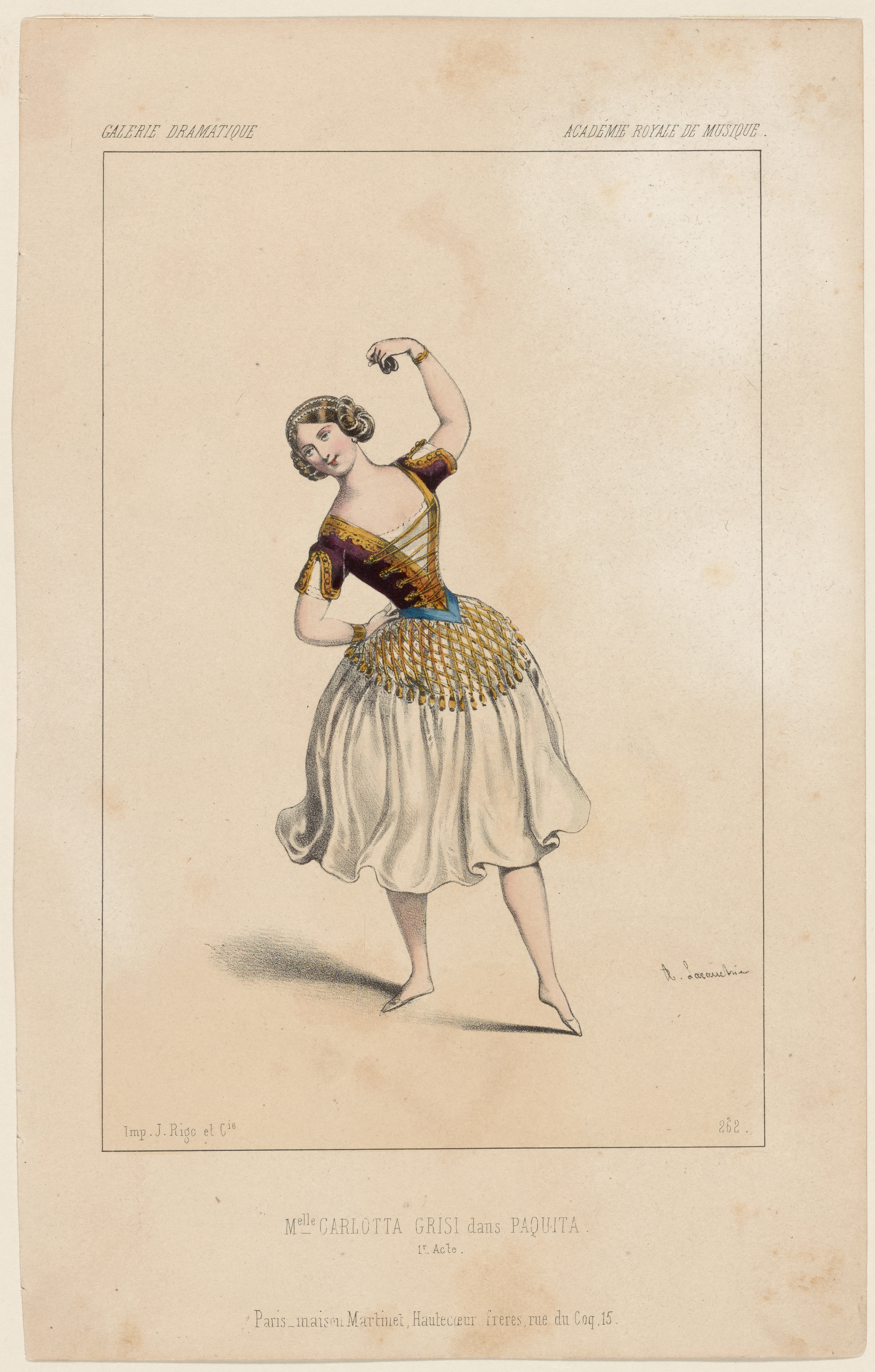
Carlotta Grisi im 1. Akt von Paquita, Paris 1846

Das Tal der Stiere in der Nähe von Saragossa in Spanien 1813
Die Familie d’Hervilly hat zu Ehren von Charles, dem Bruder des Grafen, der vor Jahren ermordet wurde, ein Denkmal errichten lassen und schickt sich an, den Anlass feierlich zu begehen. Der spanische Adlige Don Lopez de Mendoza versucht seine Tochter Doña Serafina mit Lucien d’Hervilly, dem Sohn der Familie, zu verkuppeln.
Eine Gruppe von Zigeunern erscheint. Deren Anführer Iñigo ist in Paquita verliebt, die ihn jedoch freundlich abweist und damit seinen Ärger auf sich zieht.
Paquita und die anderen Zigeunerinnen tanzen für die Hervillys und ihre Gäste. Dabei verliebt sich Lucien d’Hervilly auf den ersten Blick in das junge Mädchen und tanzt mit ihr, obwohl ihn sein Vater mehrmals davon abzuhalten versucht, sich mit einer Zigeunerin einzulassen. Auch Iñigo ist eifersüchtig und wütend und macht Paquita vor allen Leuten herunter; er stiehlt ihr außerdem heimlich das Medaillon mit dem Bild ihres Vaters.
Als alle gegangen sind, taucht Lucien plötzlich auf und erklärt Paquita seine Liebe. Obwohl sie seine Gefühle erwidert, weist sie ihn ab, mit dem Hinweis, dass sie ja „nur eine arme Zigeunerin“ und seiner nicht würdig sei. Iñigo und Don Lopez beobachten das Treffen. Da sie beide ihre eigenen Pläne in Gefahr sehen, verbünden sie sich, um Lucien zu ermorden.
Iñigo lässt Lucien eine Blume überreichen, um ihn glauben zu machen, dass Paquita sich mit dem Offizier treffen wolle, und um ihn damit in eine Falle zu locken.

### 2. Akt

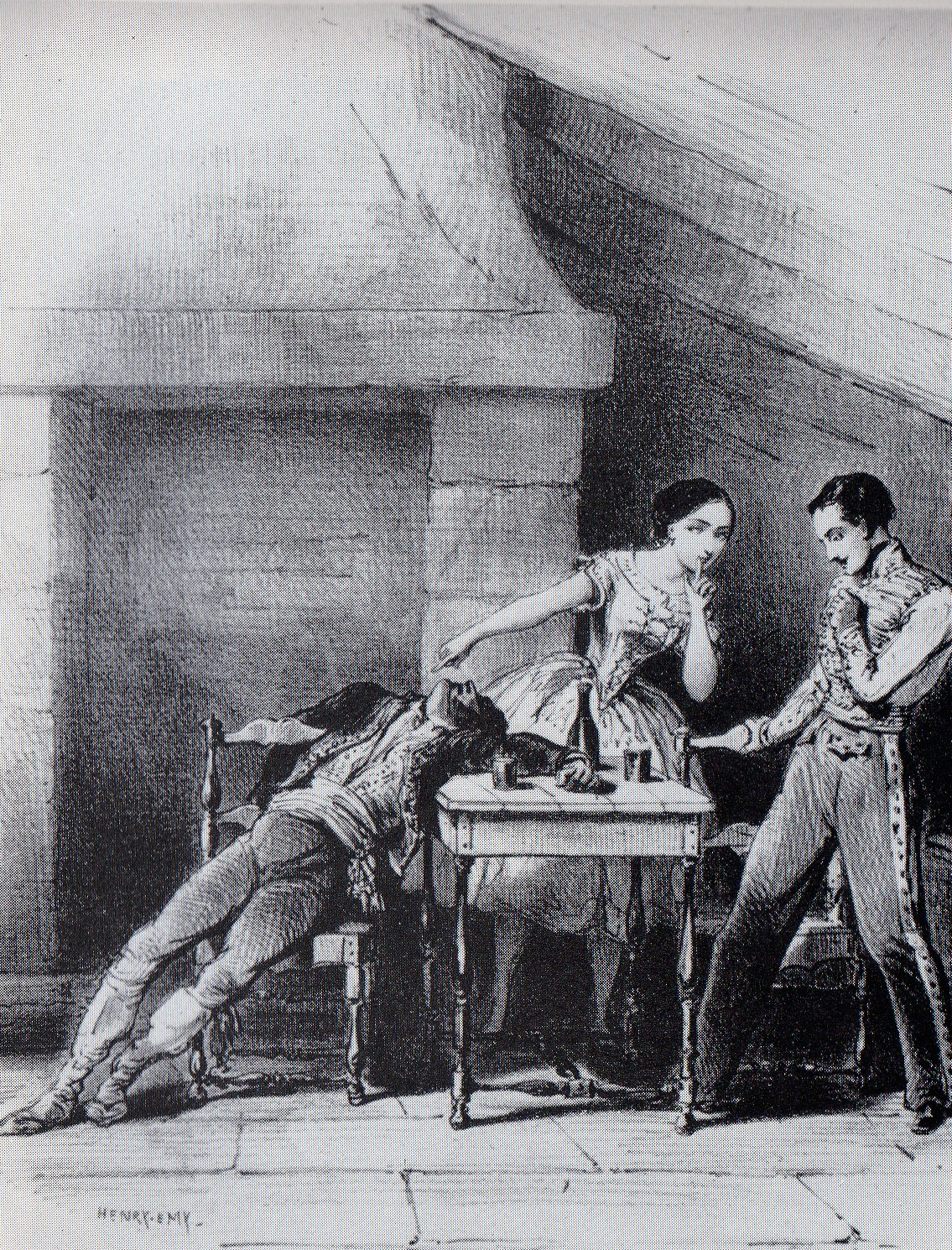
Carlotta Grisi, Lucien Petipa und Georges Ellie im 2. Akt von Paquita, 1846

Szene 1: Verlassene unterirdische Taverne, von Zigeunern bewohnt
In Iñigos Quartier belauscht Paquita die Mordpläne von Don Lopez und Iñigo, ohne zunächst zu ahnen, dass es um Lucien geht. Als dieser erscheint, versucht sie ihn mehrmals zu warnen. Durch Raffinesse gelingt es ihr, einen für Lucien bestimmten Schlaftrunk hinter Iñigos Rücken zu vertauschen. Dieser trinkt den Becher aus und fällt nach einem Tanz mit dem Mädchen in Schlaf. Paquita findet bei ihm ihr gestohlenes Medaillon und kann zusammen mit Lucien rechtzeitig fliehen, bevor die von Iñigo gedungenen Häscher erscheinen.
Szene 2: Ein großer Ballsaal im Hause des französischen Kommandanten in Saragossa
Im Schloss der Hervillys beginnt ein Fest. Alle warten auf Lucien, dessen Ankunft sich verzögert. Als er endlich zusammen mit Paquita erscheint, berichtet er, dass diese ihm das Leben gerettet habe. Als der Graf sie fragt, ob sie wisse, wer hinter dem Komplott stecke, zeigt sie auf Don Lopez, der verhaftet wird. Lucien eröffnet seinen Eltern, dass er Paquita heiraten möchte, doch noch bevor diese antworten können, lehnt das Mädchen selber ab, wieder mit der Begründung, weil sie doch „nur eine Zigeunerin“ sei. Im Weggehen sieht sie an der Wand ein Porträt eines Mannes und erkennt ihren Vater. In großer Aufregung zeigt sie Allen ihr Medaillon und es stellt sich heraus, dass sie die verschwundene Tochter von Luciens Onkel, dem toten Bruder des Grafen, ist. Nun steht ihrer Verbindung mit Lucien nichts mehr im Wege.
Am Ende wird die rauschende Hochzeit der beiden Liebenden gefeiert (Mazurka des enfants und Grand Pas classique von Minkus).

## Aufführungsgeschichte

### Das Originalballett von Mazilier und Deldevez
Die Uraufführung des Ballettes am 1. April 1846 mit Carlotta Grisi als Paquita und Lucien Petipa als Lucien war ein voller Erfolg. Bereits zwei Monate später, am 3. Juni 1846 folgte die Londoner Premiere am Drury Lane Theatre, wieder mit Grisi in der Titelrolle. Die letzte Aufführung in Paris von Paquita in seiner Originalgestalt fand 1851 statt.
In der russischen Premiere am 8. Oktober (O.S. 26. September) 1847 im Bolshoi-Kamenny-Theater in Sankt Petersburg tanzten Elena Andrejanowa die Paquita und Marius Petipa den Lucien; einstudiert wurde das Ballett von Frédéric Malevergne unter Mitarbeit von Petipa (manchmal ist zu lesen, dass Petipa bereits hier eine neue Choreografie erfand, aber das ist nicht erwiesen und sogar unwahrscheinlich). 1848 war Paquita zum ersten Mal in Moskau zu sehen, wieder mit der Andrejanowa und Marius Petipa. Obwohl Intriganten in der ersten Aufführung der Primaballerina eine tote schwarze Katze vor die Füße warfen und Andreyanowa daraufhin vor Schreck in Ohnmacht fiel, waren auch die Moskauer Aufführungen ein großer Erfolg und die Tänzerin wurde später vom Publikum gefeiert.

### Die Neuproduktion von Petipa und Minkus

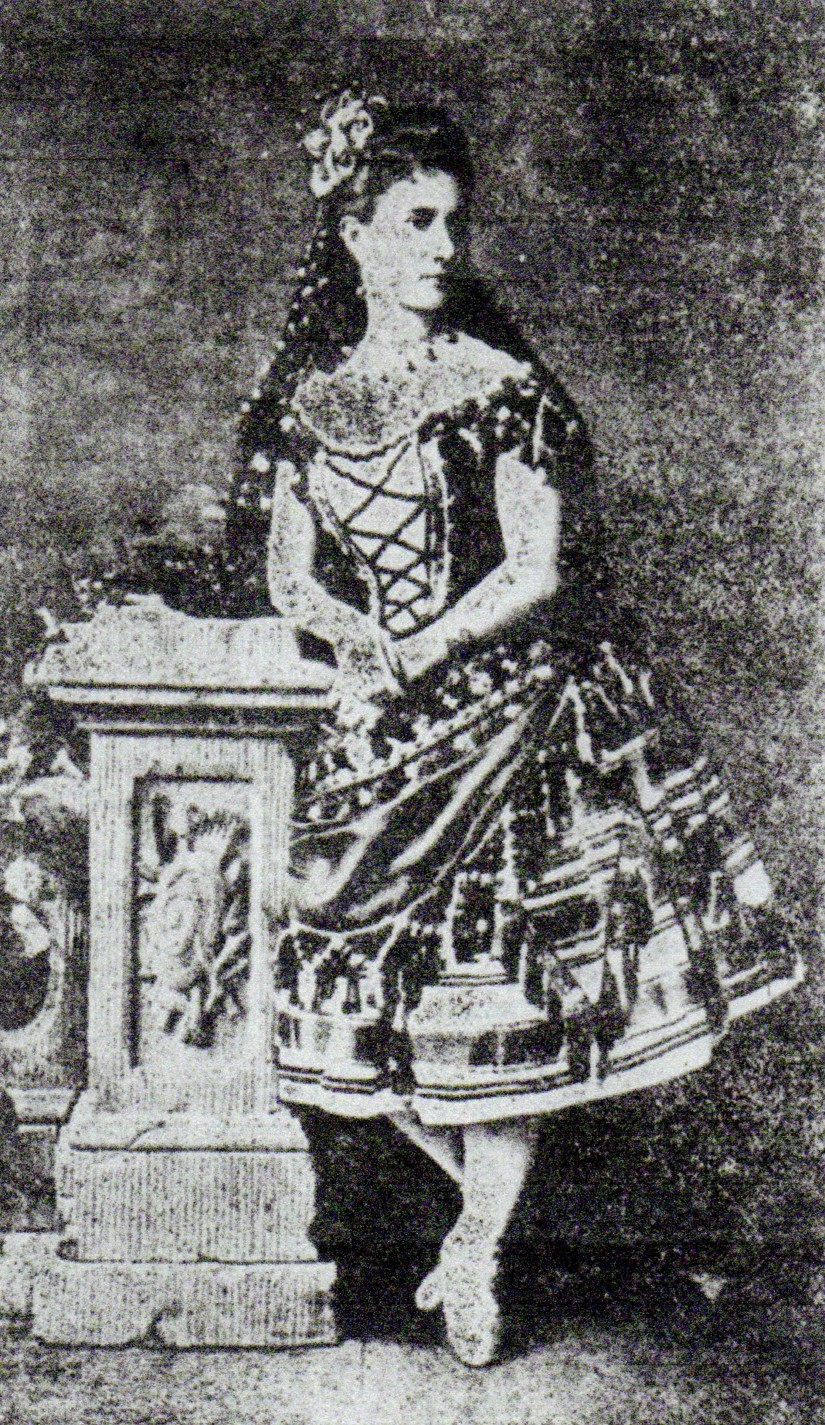
Ekaterina Vazem als Paquita, 1881

Petipa kreierte zusammen mit Minkus für die Wiederaufführung am 27. Dezember 1881jul. / 8. Januar 1882greg. am Bolschoi-Kamenny-Theater eine neue Choreographie mit Ekaterina Vazem in der Titelrolle und Pavel Gerdt als Lucien. Minkus und Petipa schufen dabei die bis heute berühmtesten Teile des Ballettes, den Pas de trois im ersten Akt, und vor allem die Mazurka des enfants (Mazurka der Kinder) und den Grand Pas Classique für das große Finale im letzten Akt.
Der Pas de trois ist in Wirklichkeit eine Zusammenstellung aus Werken verschiedener Komponisten: einige Teile stammen aus Deldevez’ Originalmusik zu Paquita – u. a. aus dem Pas de deux im 2. Akt, der wegen des neuen Grand Pas von Minkus gekürzt wurde –, zwei Variationen sind von Adolphe Adam (aus Le Diable à Quatre) und von Cesare Pugni (aus Ondine oder Die Najade und der Fischer), und nur die Coda ist von Minkus.
Der Grand Pas in seiner Originalgestalt enthielt sieben Variationen für die Tänzerinnen Ekaterina Vazem, Varvara Nikitina, Anna Johansson und Alexandra Schaposchnikova. Später wurden noch weitere Variationen hinzugefügt, mit Musik von Léo Delibes und Nikolai Tscherepnin.

### Historische Choreographien
1904, während der Proben zu Aufführungen mit Anna Pawlowa als Primaballerina, wurde Petipas Version von Paquita in der Stepanov-Notation aufgeschrieben; diese Aufzeichnungen gelangten später in die Sergeyev Collection an der Harvard University.
Es existiert eine andere Choreographie aus dem 19. Jahrhundert, die vom französischen Ballettmeister Henri Justamant aufgeschrieben wurde, und bei der es sich vielleicht um Maziliers Originalversion handeln könnte – letzteres ist jedoch nicht ganz geklärt.

### 20. und 21. Jahrhundert

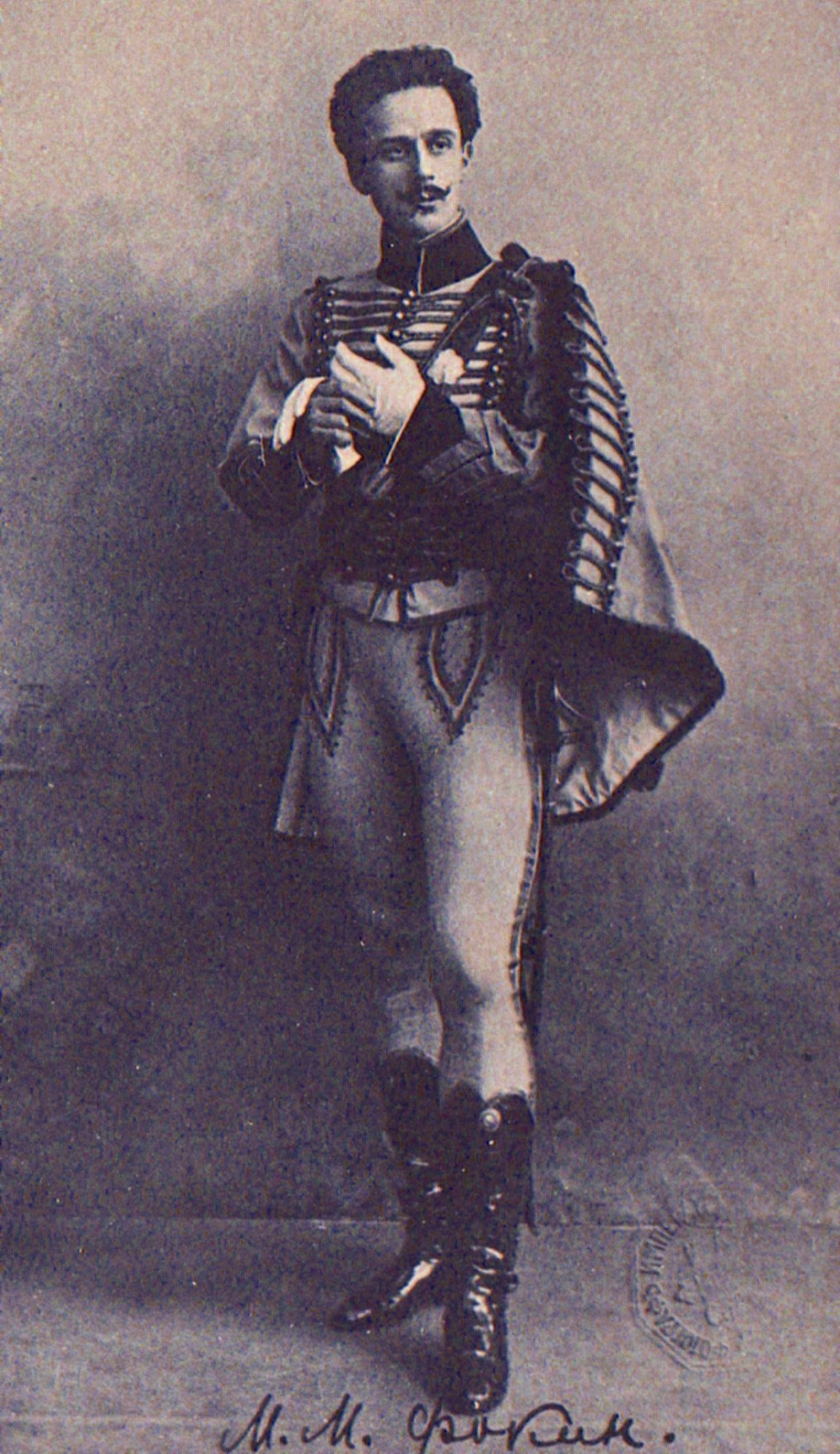
Mikhail Fokine als Lucien d’Hervilly in Paquita, 1898

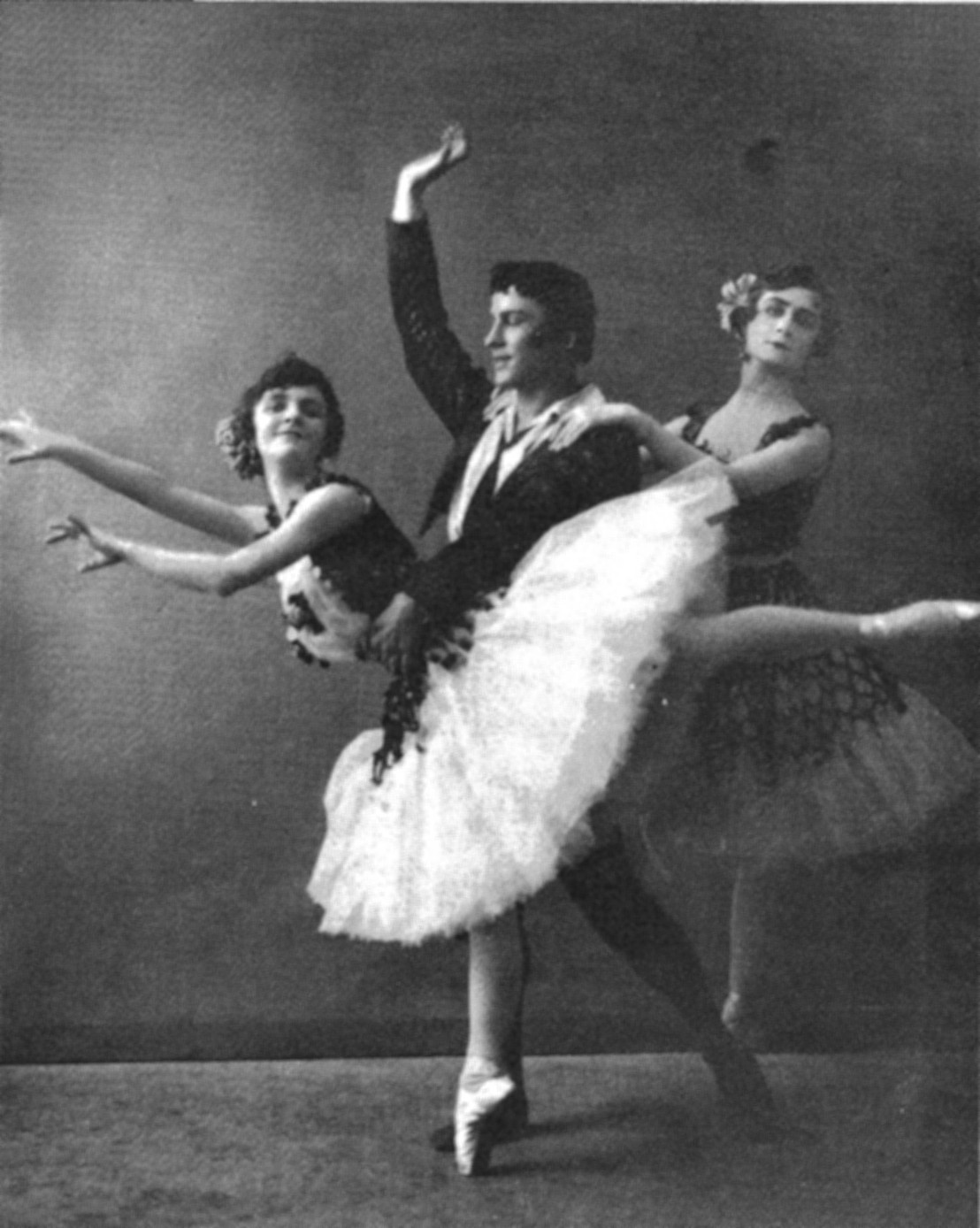
Elsa Vil, Elizaveta Gerdt und Pierre Vladimirov im Pas de Trois aus Paquita, 1909 (?)

Im Westen war Petipas Version zum ersten Mal 1908–1909 während einer Tournee durchs Baltikum, Skandinavien, in Österreich-Ungarn und in Deutschland zu sehen, in einer gekürzten Fassung mit Anna Pawlowa, Nikolai Legat und Alexander Shiryaev.
Der Grand Pas Classique gehörte lange zu Pawlowas Repertoire und wurde von ihr auf der ganzen Welt aufgeführt. Er gehörte auch zu den Stücken, die sie bei ihrer Abschiedsvorstellung 1930 in einer Matinee im Golders Green Hippodrome in London tanzte.
Nach den 1920er Jahren wurden jahrzehntelang nur noch die Einlagen von Minkus aufgeführt, insbesondere der Grand Pas Classique (meist zusammen mit dem Pas de trois und der Kindermazurka). Dieser wurde 1952 von Pyotr Gusev für das Maly/Mikhailovsky Ballett bearbeitet, 1978 folgten Aufführungen unter Leitung von Oleg Vinogradov für das Kirov/Mariinski-Ballett. Im Westen brachte Rudolf Nurejev den Grand Pas Classique 1964 mit der Royal Academy of Dance auf die Bühne, später 1970 mit dem Ballett der Mailänder Scala und 1971 mit dem Ballett der Wiener Staatsoper und mit dem American Ballet Theatre. 1974 erarbeitete Nikita Dolgushin gemeinsam mit Elizaveta Gerdt, der Tochter von Pavel Gerdt (dem ersten Lucien der Petipa-Version), eine Version des Grand Pas Classique für das Maly/Mikhailovsky Ballett, mit Bezug auf die originale Petipa-Version. Natalia Makarowa brachte 1983 eine neue Version mit dem American Ballet Theatre auf die Bühne, dafür wurde die Musik von John Lanchbery arrangiert. 2008 wurde der Grand Pas von Yuri Burlaka für das Bolschoi-Ballett bearbeitet; die gleiche Version erarbeitete er auch mit der Vaganova Academy.
Das vollständige Ballett Paquita feierte seine Wiederauferstehung im Jahr 2001 in der Pariser Opéra, in einer Version von Pierre Lacotte, der die Musik von Deldevez im französischen Ballettstil der Romantik und die Teile von Minkus im spätromantischen russischen Stil nach Petipa tanzen ließ.
2014 erarbeiteten Alexei Ratmansky, Maria Babanina und der Tanzhistoriker Doug Fullington auf der Grundlage der erhaltenen Stepanov-Notationen eine Rekonstruktion von Petipas letzter Fassung von Paquita. Diese Choreographie erlebte ihre Premiere mit dem bayerischen Staatsballett am Nationaltheater in München am 13. Dezember 2014, mit Daria Sukhorukova als Paquita, Tigran Mikayelyan als Lucien d’Hervilly und Cyril Pierre als Iñigo.
2017 brachte Yuri Smekalov eine neue Produktion des gesamten Ballettes mit dem Mariinski-Ballett heraus.
Eine Rekonstruktion der Petipa-Fassung von Paquita kam 2018 am Theater in Jekaterinburg heraus. Es war die letzte Arbeit von Sergei Vikharev, die nach dessen überraschendem und vorzeitigem Tod (am 2. Juni 2017) von Vyacheslav Samodurov fertiggestellt wurde.

## Aufnahmen

### Video
- Deldevez/Minkus: Paquita (Gesamt), in der Choreographie von Pierre Lacotte. Mit Agnès Letestu (Paquita), José Carlos Martínez (Lucien), Karl Paquette (Iñigo), Premiers Danseurs et Corps de Ballet de l’Opéra national de Paris, Orchestre de l’Opéra national de Paris, David Coleman (Dirigent) (Arthaus Musik/Naxos, 2008; DVD)

### CD
- Léon Minkus: La Bayadère (Auszüge) & Paquita, Sofia National Opera Orchestra, Boris Spassov (Capriccio, 1996; CD)
- Léon Minkus: Don Quixote, Paquita, La Bayadère (Auszüge), John Lanchbery (Warner Classics, 2011; CD)